# Chang Chih-Chia
Chang Chih-Chia (Condado de Changhua, 6 de maio de 1980 – Shenzhen, 1 de janeiro de 2024) foi um beisebolista de Taiwan e competiu nos Jogos Olímpicos de Verão de 2004 e Jogos Olímpicos de Verão de 2008.

## Morte
Chin-Chia morreu no dia 1 de janeiro de 2024, aos 43 anos.